# Molezuelas de la Carballeda
Molezuelas de la Carballeda é um município da Espanha na província de Zamora, comunidade autónoma de Castela e Leão, de área 34,28 km² com população de 89 habitantes (2007) e densidade populacional de 2,54 hab/km².

## Demografia
| Variação demográfica do município entre 1991 e 2004 | Variação demográfica do município entre 1991 e 2004 | Variação demográfica do município entre 1991 e 2004 | Variação demográfica do município entre 1991 e 2004 |
| --------------------------------------------------- | --------------------------------------------------- | --------------------------------------------------- | --------------------------------------------------- |
| 1991                                                | 1996                                                | 2001                                                | 2004                                                |
| 178                                                 | 130                                                 | 106                                                 | 87                                                  |